# Neustraßburg
Neustraßburg ist ein Ortsteil der Ortsgemeinde Burbach im Eifelkreis Bitburg-Prüm in Rheinland-Pfalz.

## Geographische Lage
Neustraßburg liegt nordöstlich von Burbach in einer Entfernung von rund 2,5 km. In der Nähe des Ortes trifft der Katzenbach auf den Tannenbach (Balesfelder Bach). Der Ortsteil ist von umfangreichem Waldbestand umgeben.

## Geschichte

### Ortsteil
Neustraßburg liegt an der L 33. Dort baute Nikolaus Oeffling im Jahre 1793 das erste Haus und nannte es Neustraßburg, weil es an der Landstraße liegt. Die Entstehung des Ortes lässt sich somit in die Zeit des Klassizismus verorten. Im Jahre 1841 wohnten dort 16 Familien in 15 Häusern. In Burbach selbst wurden damals 55 Wohnhäuser mit 302 Einwohnern gezählt.

### Meilenstein von Neustraßburg
Am 13. November 1911 wurde ein Fragment des 30. römischen Meilensteins an der antiken Römerstraße Trier – Köln, nördlich von Neustraßburg im Kyllwald, gefunden. Nach der Inschrift wurde die Säule zu Ehren des römisch-gallischen Gegenkaisers Marcus Piavonius Victorinus, Teilherrscher in Gallien von 268–270 errichtet, welcher seinen Sitz in Trier hatte.
Heute ist das Säulenfragment im Rheinischen Landesmuseum Trier ausgestellt.

## Kultur und Sehenswürdigkeiten

### Bauwerke
Auf dem Areal um Neustraßburg befinden sich mehrere Wegekreuze. Diese stammen zu einem Großteil aus dem 16. Jahrhundert.

### Naherholung
Rund um Burbach befinden sich mehrere Wanderwege.

## Wirtschaft und Infrastruktur

### Unternehmen
Im Ortsteil Neustraßburg befinden sich mehrere Unternehmen. Es gibt einen Automobilhandel, einen Baustoffhandel Ingenieurbüro sowie eine Ferienunterkunft.

### Verkehr
Neustraßburg ist durch die L 33 sowie durch die L 32 erschlossen. Beide Landesstraßen kreuzen sich im Ort.
Es existiert eine regelmäßige Busverbindung.